# Едуарду Вівейруш де Кастро
Едуарду Баталья Вівейруш де Кастро (нар. 1951, Ріо-де-Жанейро) — бразильський антрополог і професор Національного музею Федерального університету Ріо-де-Жанейро, Школи вищих соціальних наук, Чиказького та Кембриджського університетів. Один із його найбільш значних внесків стосується розвитку концепції індіанського перспективізму. Його праці є одними з ключових впливів на появу онтологічного повороту в антропології.
Вівейруш де Кастро опублікував багато книг і статей, які вважаються важливим внеском в антропологію та американську етнологію, серед яких: «Метафізика канібалів» (англ. Cannibal Metaphysics, 2014), «З точки зору ворога: людство і божественність в амазонському суспільстві» (англ. From the Enemy's Point of View: Humanity and Divinity in an Amazonian Society, 1992), «Амазонка: Етнологія та історія корінних народів» (ісп. Amazônia: etnologia e história indígena, 1993) — співредактор із Мануелою Карнейро да Кунья), а також «Непостійність душі дикуна та інші есе з антропології» (ісп. A inconstância da alma selvagem e outros ensaios de antropologia, 2002).

## Освіта та кар'єра
Вівейруш де Кастро є американським етнологом з досвідом досліджень в Амазонії. Він закінчив Папський католицький університет Ріо-де-Жанейро (PUC-Rio) за спеціальністю соціальні науки.
В 1977 році отримав ступінь магістра соціальної антропології в Федеральному університеті Ріо-де-Жанейро (UFRJ) та з 1978 року почав працювати професором етнології цього університету. У 1984 захистив докторський ступінь соціальної антропології в тому ж закладі. У 1989 році отримав ступінь доктора в Університеті Париж X Нантер.
Працював професором Сімона Болівара з латиноамериканських досліджень Кембриджського університету і був членом Королівського коледжу/Кембридж (1997-98). У 1999—2001 працював директором з досліджень CNRS, з 2001 року стає членом дослідницької групи американістів з етнології в Національному центрі наукових досліджень (CNRS) Франції. Також був запрошеним професором в університетах Чикаго (1991, 2004), Манчестера (1994), Університету Сан-Паулу (USP) (2003), Федерального університету Мінас-Жерайс (UFMG) (2005—2006). З січня 2012 року став повним професором соціальної антропології UFRJ.
У 2004—2006 роках координував проект Pronex «Трансформації корінного населення: індіанські режими суб'єктивації, перевірені історією». Також був координатором групи «Ядро корінних трансформацій», що базується в Національному музеї/UFRJ, і є співкоординатором Мережі симетричної антропології Abaeté (NAnSi), також розташованої в Національному музеї/UFRJ.
Про нього Клод Леві-Строс, його колега і наставник, говорить: «Вівейруш де Кастро є засновником нової школи в антропології. З ним я відчуваю повну інтелектуальну гармонію».

## Погляди
«У своїй роботі „Каннібальські метафізики“ Едуарду Вівейруш де Кастру розглядає корені антропології, зокрема погляди Клода Леві-Стросса, знаходячи новий зміст науки та актуалізуючи структуралістські основи антропології як науки. Бразильський дослідник відкидає класичне уявлення, в якому корінні народи зображені як відсталі, традиційні групи, роль яких зводиться тільки до функції об'єкта вивчення. Кастру пропонує переосмислити роль туземців, стати на їхню позицію, і розглядати їх не тільки як об'єкт, але й як суб'єкт, який також вивчав європейців.
Дослідник продовжує свою думку, заявляючи, що індіанці також мали право на свою епістемологію, як і західні дослідники, звиклі розглядати себе як основний виробник і носій знань. Сама концепція знання корінців відрізняється від колоністів: якщо перші вважали важливішою плоть, другі вихваляли душу. Однак, такі відмінності не можуть довести нам відсталість перших і розвиток других.
Кастру порівнює західних вчених з Нарцисом. Бразильський дослідник будує свою антропологічну модель навколо ідеї Анти-Нарциса, який намагається показати, що стилі мислення, притаманні вивчуваним нами колективам, є рушійною силою антропології як наукової дисципліни. Більш детальне вивчення корінного типу мислення змогло б продемонструвати їхнє значення в актуальному генезисі зовсім іншої концепції антропологічної практики.
Відмінними особливостями антинарциссичеського мислення індіанців Кастру називає „міжвидовий перспективізм“ (туземці здатні бачити саме суб'єкт, а не тільки об'єкт) і „онтологічний мультинатуралізм“ (реверсія сучасного західного мультикультуралізму). Такі концепції можуть стати не тільки альтернативою об'єктивістської метафізики, але й можуть бути заміною філософії деколонізації свідомості.

## Нагороди та відзнаки
- 1984 рік. Нагорода за найкращу докторську дисертацію з соціальних наук від ANPOCS[14]
- 1998 рік. Médaille de la Francophonie Французької академії[15]
- 2004 рік. Нагорода Еріко Вануччі Мендеса від CNPq[16]
- 2008 рік. Національний орден „За наукові заслуги“[14]
- 2014 рік. Доктор Honoris Causa Університету Париж Х Нантер
- 2019 рік. Доктор Honoris Causa Національного університету Кордови, Аргентина[14]
- Член Бразильської академії наук з 2019 року

## Вибіркові праці
- Амазонка: Етнологія та історія корінних народів (ісп. Amazônia: etnologia e história indígena, 1993), São Paulo
- Непостійність душі дикуна та інші есе з антропології (ісп. A Inconstância da Alma Selvagem e Outros Ensaios de Antropologia, 2002). São Paulo: Cosac & Naify,[17] ISSN 0104-9313 ISBN 8540503867
- Перспективізм і мультинатуралізм у корінній Америці (ісп. Perspectivismo e multinaturalismo na América indígena, 2018), São Paulo: Ubu, ISBN 9788592886714

## Публікації англійською мовою
- З точки зору ворога: людяність і божественність у амазонському суспільстві, (англ. From the Enemy's Point of View: Humanity and Divinity in an Amazonian Society), The University of Chicago Press (1992)
- Космологічний деіксис та перспективність індіанців, (англ. Cosmological Deixis and Amerindian Perspectivism), у журналі Королівського антропологічного інституту, том. 4 (3), (1998)
- Обмін точками зору: перетворення об'єктів на суб'єкти в онтологіях американських індіанців, (англ. Exchanging Perspectives: The Transformation of Objects into Subjects in Amerindian Ontologies), у Common Knowledge, том. 1 (3), (2004)
- Перспективна антропологія та метод контрольованого сумніву, (англ. Perspectival Anthropology and the Method of Controlled Equivocation), в Тіпіті: журнал Товариства антропології низинної Південної Америки, том 2 (1) (2004)
- Непостійність індійської душі: Зустріч католиків і канібалів у Бразилії шістнадцятого століття, (англ. The Inconstancy of the Indian Soul: The Encounter of Catholics and Cannibals in Sixteenth-century Brazil), Prickly Paradigm Press (2011)
- Космологічний перспективізм в Амазонії та інших місцях, (англ. Cosmological Perspectivism in Amazonia and Elsewhere), Серія майстер-класів Hau (том 1) (2012)
- Радикальний дуалізм», (англ. Radical Dualism), Хатьє Канц (2012)
- Метафізика канібалів, (англ. Cannibal Metaphysics), Univocal Publishing (2014)
- Відносний туземець: Есе про концептуальні світи корінних народів, (англ. The Relative Native: Essays on Indigenous Conceptual Worlds), Hau — Special Collections in Ethnographic Theory (2015)
- Кінці світу, (англ. The Ends of the World), з Деборою Дановскі, Polity (2017)